# 수행성
수행성(遂行性, performativity)은 단순히 의사 소통을 하기 위한 것이 아니라 행위를 하거나 행위를 완결하기 위한 발화나 대화의 역할을 설명하기 위한 용어이다. 결혼이 준비된 두 사람 앞에서 자격 있는 성직자가 "두 사람을 부부로 선언합니다"라고 말하는 행위가 대표적인 예이다. 심판이 스트라이크를 선언하는 것, 판사가 판결을 내리는 것, 노동 조합장이 파업을 선언하는 것은 모두 수행적 발화의 예이다.
특히 주디스 버틀러를 포함하는 철학과 젠더학에서의 몇 가지 이론은 심지어 일상적인 대화나 발화 행동 또한 정체성의 규정에 기여한다는 점에서 수행적이라고 주장한다. 정체성이 발화나 몸짓과 같은 부차적인 행동의 원천이라는 생각을 뒤집고, 대신 정체성은 수행적인 행동, 몸짓으로부터 비롯되므로, 이러한 방법으로 수행성은 정체성의 구조를 탐구한다. 이러한 시각은 미셸 푸코, 자크 데리다 등의 철학자에서 영향을 받은 것이다.

## 같이 보기
- 젠더 수행성